# Papatlo
Papatlo – wieś w Botswanie w dystrykcie Southern. Według spisu ludności z 2011 roku wieś liczyła 511 mieszkańców.